# Cyclolina
Cyclolina es un género de foraminífero bentónico de la subfamilia Cyclolininae, de la familia Cyclolinidae, de la superfamilia Cyclolinoidea, del suborden Cyclolinina y del orden Loftusiida. Su especie tipo es Cyclolina cretacea.
Su rango cronoestratigráfico abarca el Cenomaniense (Cretácico superior).

## Discusión
Clasificaciones previas incluían Cyclolina en el suborden Textulariina y en el orden Textulariida.

## Clasificación
Cyclolina incluye a las siguientes especies:
- Cyclolina armorica †
- Cyclolina cretacea †
- Cyclolina dufrenoyi †